# Discografie van Frenna
Hieronder volgt de discografie van de Nederlandse zanger en rapper Frenna, met name zijn albums en zijn nummers met een notering in een hitlijst. Voor de muziek die hij heeft uitgebracht met de rapformatie SFB, zie hier.

## Albums
| Album                              | Verschijnen      | Label                    | Hitlijsten | Hitlijsten | Hitlijsten | Hitlijsten | Opmerkingen                                 |
| Album                              | Verschijnen      | Label                    | BE (VL)    | BE (VL)    | NL         | NL         | Opmerkingen                                 |
| Album                              | Verschijnen      | Label                    | Piek       | Weken      | Piek       | Weken      | Opmerkingen                                 |
| ---------------------------------- | ---------------- | ------------------------ | ---------- | ---------- | ---------- | ---------- | ------------------------------------------- |
| Geen oog dichtgedaan               | 7 november 2016  | Top Notch                | 160        | 2          | 3          | 120        | Studioalbum / Goud in Nederland             |
| We don't stop (met Diquenza)       | 26 januari 2018  | 777 Records              | 65         | 14         | 3          | 59         | Studioalbum                                 |
| Francis                            | 23 november 2018 | 777 Records              | 9          | 74         | 1 (11 wkn) | 138        | Studioalbum / Vijfmaal platina in Nederland |
| 't Album onderweg naar 'Het album' | 16 maart 2020    | 777 Records              | 20         | 10         | 1 (1 wkn)  | 32         | Studioalbum / Platina in Nederland          |
| Highest                            | 16 maart 2021    | 777 Records              | 37         | 5          | 5          | 24         | Studioalbum / Goud in Nederland             |
| Championships (met Jonna Fraser)   | 29 oktober 2021  | 777 Records / Noah's Ark | 38         | 3          | 4          | 20         | Studioalbum / Goud in Nederland             |
| Pink Summer                        | 19 juli 2024     | 777 Records              | 23         | 26         | 1 (2wk)    | 56*        | Studioalbum                                 |

## Nummers met notering in een hitlijst
| Lied                                                            | Verschijnen       | Album                                                     | Hitlijsten | Hitlijsten | Hitlijsten  | Hitlijsten  | Hitlijsten   | Hitlijsten   | Opmerkingen                                  |
| Lied                                                            | Verschijnen       | Album                                                     | BE (VL)    | BE (VL)    | NL (Top 40) | NL (Top 40) | NL (Top 100) | NL (Top 100) | Opmerkingen                                  |
| Lied                                                            | Verschijnen       | Album                                                     | Piek       | Weken      | Piek        | Weken       | Piek         | Weken        | Opmerkingen                                  |
| --------------------------------------------------------------- | ----------------- | --------------------------------------------------------- | ---------- | ---------- | ----------- | ----------- | ------------ | ------------ | -------------------------------------------- |
| Langste sms                                                     | 10 april 2015     | New wave (van New Wave)                                   | —          | —          | tip27       | —           | 78           | 2            | Goud in Nederland                            |
| Laten gaan (met Monica Geuze, Ronnie Flex, Mafe, Abira en Emms) | 1 juni 2015       | —                                                         | —          | —          | tip2        | —           | 52           | 22           | Platina in Nederland                         |
| Meisje blijven meisjes (met Two Crooks, Emms en Ronnie Flex)    | 31 juli 2015      | —                                                         | —          | —          | —           | —           | 62           | 14           | Goud in Nederland                            |
| Ma3lish (met Sevn Alias en D-Double)                            | 16 oktober 2015   | —                                                         | —          | —          | —           | —           | 87           | 3            | Goud in Nederland                            |
| Valt niet mee (met Lijpe en Ares)                               | 27 november 2015  | Levensles (van Lijpe)                                     | —          | —          | —           | —           | 96           | 1            |                                              |
| Bericht (met Lil' Kleine)                                       | 12 februari 2016  | WOP! (van Lil' Kleine)                                    | —          | —          | —           | —           | 14           | 9            |                                              |
| Ik was al binnen (met Broederliefde)                            | 11 april 2016     | Hard Work Pays Off 2 (van Broederliefde)                  | —          | —          | 27          | 5           | 15           | 42           | Dubbelplatina in Nederland                   |
| Miljonairs (met Broederliefde en Ronnie Flex)                   | 29 april 2016     | Hard Work Pays Off 2 (van Broederliefde)                  | —          | —          | —           | —           | 51           | 4            |                                              |
| My love (met Emms en Jonna Fraser)                              | 16 september 2016 | Geen oog dichtgedaan                                      | —          | —          | 9           | 16          | 1 (1 wk)     | 29           | 3× platina in Nederland                      |
| Plug                                                            | 7 oktober 2016    | Geen oog dichtgedaan                                      | —          | —          | —           | —           | 61           | 2            |                                              |
| Ik kom bij je (met Jonna Fraser)                                | 14 oktober 2016   | Blessed (van Jonna Fraser)                                | —          | —          | 25          | 9           | 10           | 22           | Platina in Nederland                         |
| Check (met Rabby Racks en Priceless)                            | 21 oktober 2016   | Geen oog dichtgedaan                                      | —          | —          | —           | —           | 49           | 5            |                                              |
| Wasteman (met Jandro en Priceless)                              | 28 oktober 2016   | Geen oog dichtgedaan                                      | —          | —          | tip2        | —           | 11           | 30           | Platina in Nederland                         |
| Paraplu (met KM en Eves)                                        | 7 november 2016   | Geen oog dichtgedaan                                      | —          | —          | —           | —           | 17           | 7            | Goud in Nederland                            |
| OMW (met Jonna Fraser)                                          | 7 november 2016   | Geen oog dichtgedaan                                      | —          | —          | —           | —           | 24           | 5            | Goud in Nederland                            |
| Away (met Jandro)                                               | 7 november 2016   | Geen oog dichtgedaan                                      | —          | —          | —           | —           | 45           | 15           |                                              |
| Longtime                                                        | 7 november 2016   | Geen oog dichtgedaan                                      | —          | —          | —           | —           | 50           | 3            | Goud in Nederland                            |
| Openbaar (met KM en Jayh)                                       | 7 november 2016   | Geen oog dichtgedaan                                      | —          | —          | —           | —           | 58           | 3            |                                              |
| Geblessed                                                       | 7 november 2016   | Geen oog dichtgedaan                                      | —          | —          | —           | —           | 97           | 2            |                                              |
| Benz                                                            | 7 november 2016   | Geen oog dichtgedaan                                      | —          | —          | —           | —           | 83           | 1            |                                              |
| 777                                                             | 25 november 2016  | —                                                         | —          | —          | —           | —           | 46           | 8            | Goud in Nederland                            |
| Energie (met Ronnie Flex)                                       | 27 december 2016  | Rémi (van Ronnie Flex)                                    | tip        | —          | 2           | 19          | 1 (1 wk)     | 50           | 5× Platina in Nederland                      |
| Blow it all (met Bizzey, Ramiks, Diquenza en Dovgh)             | 6 oktober 2017    | —                                                         | —          | —          | —           | —           | 35           | 8            |                                              |
| Vervloekt (met Diquenza)                                        | 23 oktober 2017   | We don't stop                                             | tip        | —          | 19          | 7           | 1 (4 wkn)    | 23           |                                              |
| Love song (met Equalz)                                          | 3 november 2017   | Reloaded (van Equalz)                                     | —          | —          | —           | —           | 11           | 10           | Goud in Nederland                            |
| Architect (met Jonna Fraser en Sevn Alias)                      | 6 november 2017   | Blessed II (van Jonna Fraser)                             | tip        | —          | tip2        | —           | 4            | 18           | Platina in Nederland                         |
| 16 million (met Diquenza en Emms)                               | 17 november 2017  | We don't stop                                             | —          | —          | —           | —           | 7            | 13           |                                              |
| Wanne be mine (met Diquenza en Latifah)                         | 17 november 2017  | We don't stop                                             | —          | —          | —           | —           | 29           | 6            |                                              |
| Better days (met Diquenza en Sevn Alias)                        | 17 november 2017  | We don't stop                                             | —          | —          | —           | —           | 34           | 2            |                                              |
| Karaat (met Diquenza, Sevn Alias en KM)                         | 17 november 2017  | We don't stop                                             | —          | —          | —           | —           | 40           | 1            |                                              |
| Walk away (met Diquenza en SFB)                                 | 17 november 2017  | We don't stop                                             | —          | —          | —           | —           | 41           | 2            |                                              |
| Bon Jovi (met Diquenza en Jonna Fraser)                         | 17 november 2017  | We don't stop                                             | —          | —          | —           | —           | 48           | 1            |                                              |
| Ball (met Diquenza, Priceless en Quincy Promes)                 | 17 november 2017  | We don't stop                                             | —          | —          | —           | —           | 52           | 1            |                                              |
| Sieben intro (met Diquenza)                                     | 17 november 2017  | We don't stop                                             | —          | —          | —           | —           | 65           | 1            |                                              |
| Op me monnie (met Boef                                          | 29 november 2017  | —                                                         | tip        | —          | tip7        | —           | 2            | 11           |                                              |
| Walk away (international remix) (met Diquenza en R2Bees)        | 26 januari 2018   | We don't stop                                             | —          | —          | —           | —           | 46           | 3            |                                              |
| Vibing girl (met Eves Laurent en KM)                            | 18 februari 2018  | Rosé (van Eves Laurent)                                   | —          | —          | —           | —           | 86           | 1            |                                              |
| Skiemen (met Josylvio)                                          | 23 februari 2018  | Hella Cash (van Josylvio)                                 | —          | —          | —           | —           | 5            | 9            | Goud in Nederland                            |
| Money long (met Spanker en Jandro)                              | 18 mei 2018       | Ontbijten met champagne (van Spanker)                     | —          | —          | —           | —           | 20           | 9            | Goud in Nederland                            |
| Pull up (met Dyna en Ronnie Flex)                               | 1 juni 2018       | —                                                         | —          | —          | 27          | 6           | 3            | 17           | Platina in Nederland                         |
| Hoe je bent (met Broederliefde)                                 | 15 juni 2018      | We moeten door 2 (van Broederliefde)                      | tip        | —          | tip2        | —           | 1 (1 wk)     | 26           |                                              |
| No lacking (met SBMG)                                           | 22 juni 2018      | Metro 53 (van SBMG)                                       | —          | —          | —           | —           | 60           | 1            |                                              |
| Geen limiet (met Young Ellens)                                  | 30 juli 2018      | —                                                         | —          | —          | —           | —           | 53           | 4            |                                              |
| Soon (met Philly Moré en Murda)                                 | 10 augustus 2018  | —                                                         | —          | —          | —           | —           | 89           | 1            |                                              |
| Verleden tijd (met Lil' Kleine)                                 | 7 september 2018  | Francis                                                   | 7          | 18         | 1 (6 wkn)   | 13          | 1 (5 wkn)    | 56           | 4× Platina in Nederland en platina in België |
| Capuchon                                                        | 21 september 2018 | Francis                                                   | —          | —          | tip3        | —           | 5            | 12           | Goud in Nederland                            |
| Culo (met Bizzey, KM en Ramiks)                                 | 5 oktober 2018    | —                                                         | tip33      | —          | 8           | 10          | 1 (2 wkn)    | 27           | Dubbelplatina in Nederland                   |
| Diamonds (met Young Ellens)                                     | 5 oktober 2018    | Practice 2 (van Young Ellens)                             | —          | —          | —           | —           | 63           | 1            |                                              |
| Speciaal (met Boef, Madam Julie en Kaeh                         | 24 oktober 2018   | Francis                                                   | tip11      | —          | tip2        | —           | 1 (1 wk)     | 19           | Platina in Nederland                         |
| Amor (met Jonna Fraser en $hirak)                               | 2 november 2018   | Lion (van Jonna Fraser)                                   | —          | —          | —           | —           | 35           | 3            |                                              |
| Ey ey ey (met Paul Sinha)                                       | 9 november 2018   | Adem in (van Paul Sinha)                                  | —          | —          | —           | —           | 99           | 1            |                                              |
| Freak in the weekend (met Priceless)                            | 16 november 2018  | Francis                                                   | tip27      | —          | tip6        | —           | 3            | 15           | Platina in Nederland                         |
| Louboutin (met Emms, Jonna Fraser en Idaly                      | 23 november 2018  | Francis                                                   | tip19      | —          | 16          | 7           | 2            | 23           | Dubbelplatina in Nederland                   |
| Regen (met BLØF)                                                | 23 november 2018  | Francis                                                   | —          | —          | —           | —           | 7            | 17           | Platina in Nederland                         |
| Door 't lint                                                    | 23 november 2018  | Francis                                                   | —          | —          | —           | —           | 9            | 10           | Goud in Nederland                            |
| Timer tot tien                                                  | 23 november 2018  | Francis                                                   | —          | —          | —           | —           | 14           | 6            | Goud in Nederland                            |
| VVS (met Josylvio)                                              | 23 november 2018  | Francis                                                   | —          | —          | —           | —           | 15           | 4            |                                              |
| Pray                                                            | 23 november 2018  | Francis                                                   | —          | —          | —           | —           | 17           | 2            | Goud in Nederland                            |
| Da Vinci                                                        | 23 november 2018  | Francis                                                   | —          | —          | —           | —           | 18           | 3            |                                              |
| Dimelo (met Jayh)                                               | 23 november 2018  | Francis                                                   | —          | —          | —           | —           | 23           | 3            |                                              |
| Amigo                                                           | 23 november 2018  | Francis                                                   | —          | —          | —           | —           | 27           | 2            |                                              |
| Rockster                                                        | 23 november 2018  | Francis                                                   | —          | —          | —           | —           | 31           | 2            |                                              |
| Viraal (met Mula B)                                             | 25 januari 2019   | Francis                                                   | tip13      | —          | 20          | 4           | 2            | 22           | Platina in Nederland                         |
| Daar gaat ze (nooit verdiend) (met Dimitri Vegas & Like Mike)   | 1 februari 2019   | Francis                                                   | 32         | 3          | tip1        | —           | 12           | 11           | Goud in Nederland                            |
| Achtbaan (met Philly Moré)                                      | 7 februari 2018   | Francis                                                   | —          | —          | —           | —           | 8            | 16           | Platina in Nederland                         |
| Paris (met Chivv, Bollebof en Idaly)                            | 7 februari 2018   | Francis                                                   | —          | —          | —           | —           | 10           | 5            |                                              |
| Pia                                                             | 7 februari 2018   | Francis                                                   | —          | —          | —           | —           | 12           | 7            | Goud in Nederland                            |
| Bad gyal (met SXTEEN)                                           | 7 februari 2018   | Francis                                                   | —          | —          | —           | —           | 31           | 3            |                                              |
| Ze loevt (met Yxng Bane en Sevn Alias)                          | 7 februari 2018   | Francis                                                   | —          | —          | —           | —           | 32           | 3            |                                              |
| Rompe (met Priceless en Murda)                                  | 1 maart 2019      | —                                                         | tip        | —          | 16          | 5           | 1 (4 wkn)    | 24           | Platina in Nederland                         |
| Mamacita (met KM en Jonna Fraser)                               | 19 april 2019     | —                                                         | tip        | —          | tip6        | —           | 9            | 10           | Goud in Nederland                            |
| Dat is mijn kind niet (met André Hazes jr.)                     | 26 april 2019     | —                                                         | —          | —          | —           | —           | 31           | 5            |                                              |
| Einde van de rit (met Dopebwoy)                                 | 3 mei 2019        | Forever lit (van Dopebwoy)                                | —          | —          | —           | —           | 80           | 1            |                                              |
| Plankgas (met Snelle)                                           | 10 mei 2019       | Vierentwintig (van Snelle)                                | tip        | —          | 18          | 5           | 6            | 33           | Platina in Nederland en goud in België       |
| Give dem (met Chivv)                                            | 16 mei 2019       | 't Album onderweg naar 'Het album'                        | tip        | —          | tip4        | —           | 5            | 22           | Platina in Nederland                         |
| Fake love (met Delany)                                          | 23 mei 2019       | —                                                         | —          | —          | —           | —           | 30           | 6            | Goud in Nederland                            |
| Heel veel geld (met Dopebwoy)                                   | 28 juni 2019      | Forever lit (van Dopebwoy)                                | —          | —          | —           | —           | 76           | 1            | Goud in Nederland                            |
| Abloh (met D-Block Europe)                                      | 26 juli 2019      | —                                                         | —          | —          | —           | —           | 29           | 6            | Goud in Nederland                            |
| Ghetto youth                                                    | 30 augustus 2019  | 't Album onderweg naar 'Het album'                        | —          | —          | tip15       | —           | 22           | 9            | Goud in Nederland                            |
| Only you (met Philly Moré)                                      | 20 september 2019 | 't Album onderweg naar 'Het album'                        | tip        | —          | tip16       | —           | 5            | 10           | Platina in Nederland                         |
| No love (met Josylvio)                                          | 4 oktober 2019    | Gimma (van Josylvio)                                      | —          | —          | —           | —           | 55           | 1            |                                              |
| Bidden in de Jeep                                               | 10 oktober 2019   | 't Album onderweg naar 'Het album'                        | tip        | —          | tip17       | —           | 6            | 7            | Goud in Nederland                            |
| Dior money (met Jonna Fraser en Henkie T)                       | 18 oktober 2019   | Calma (van Jonna Fraser)                                  | tip        | —          | tip15       | —           | 9            | 7            | Goud in Nederland                            |
| My bébé (met Bryan Mg)                                          | 31 oktober 2019   | Mgseason 2 (van Bryan Mg)                                 | tip        | —          | tip2        | —           | 11           | 23           | Platina in Nederland                         |
| Grijze wolken (met Broederliefde)                               | 1 november 2019   | Broeders (van Broederliefde)                              | —          | —          | —           | —           | 100          | 1            |                                              |
| Mami so bad                                                     | 13 december 2019  | 't Album onderweg naar 'Het album'                        | —          | —          | —           | —           | 18           | 8            | Goud in Nederland                            |
| Wat is je naam (met Yxng Le)                                    | 17 januari 2020   | 't Album onderweg naar 'Het album'                        | tip        | —          | 24          | 5           | 3            | 51           | Dubbelplatina in Nederland                   |
| Venus (met Ronnie Flex en Snelle)                               | 2 maart 2020      | 't Album onderweg naar 'Het album'                        | tip        | —          | tip1        | —           | 9            | 15           | Goud in Nederland                            |
| Money deh yah                                                   | 9 maart 2020      | 't Album onderweg naar 'Het album'                        | tip        | —          | —           | —           | 14           | 7            | Platina in Nederland                         |
| Jesus Piece (met Chivv)                                         | 3 april 2020      | Un4gettable nights (van Chivv)                            | —          | —          | —           | —           | 26           | 3            |                                              |
| Pop it (met Rich2Gether en Priceless)                           | 9 oktober 2020    | —                                                         | —          | —          | —           | —           | 53           | 2            |                                              |
| Amiri jeans (met Philly Moré)                                   | 30 oktober 2020   | —                                                         | —          | —          | tip9        | —           | 29           | 8            | Goud in Nederland                            |
| Hoody (met Yssi SB)                                             | 11 december 2020  | Nooit gedacht (van Yssi SB)                               | —          | —          | —           | —           | 84           | 1            |                                              |
| Mansory (met Lijpe)                                             | 8 januari 2021    | Verzegeld (van Lijpe)                                     | tip11      | —          | tip7        | —           | 2            | 26           | Goud in Nederland                            |
| Dragon roll                                                     | 15 januari 2021   | Highest                                                   | tip        | —          | tip5        | —           | 15           | 14           | Platina in Nederland                         |
| 21 (met Eves Laurent)                                           | 29 januari 2021   | Deze is niet voor de charts (van Eves Laurent)            | —          | —          | —           | —           | 35           | 2            |                                              |
| Guestlist (met NSG)                                             | 12 februari 2021  | Highest                                                   | —          | —          | —           | —           | 58           | 1            |                                              |
| Pray for me (met Broederliefde)                                 | 26 februari 2021  | Medaille (van Broederliefde)                              | —          | —          | —           | —           | 52           | 2            |                                              |
| Maandag (met Young Adz)                                         | 7 maart 2021      | Highest                                                   | —          | —          | —           | —           | 28           | 6            |                                              |
| FaceTime                                                        | 7 maart 2021      | Highest                                                   | —          | —          | —           | —           | 96           | 1            |                                              |
| Handle it (met Yemi Alade)                                      | 12 maart 2021     | Highest                                                   | —          | —          | —           | —           | 45           | 9            |                                              |
| Eigenaar (met Spanker, Murda, Kevin, Idaly en Hef)              | 16 april 2021     | —                                                         | —          | —          | —           | —           | 40           | 3            |                                              |
| Cardi (met Cho)                                                 | 30 april 2021     | Chosen (van Cho)                                          | —          | —          | —           | —           | 81           | 2            |                                              |
| Django                                                          | 2 juli 2021       | —                                                         | —          | —          | —           | —           | 30           | 3            |                                              |
| Adem je in (met S10 en Kevin)                                   | 23 juli 2021      | Ik besta voor altijd zolang jij aan mij denkt (van S10)   | —          | —          | 15          | 8           | 3            | 42           | Platina in Nederland                         |
| Ova you (met Jonna Fraser)                                      | 6 augustus 2021   | Championships                                             | —          | —          | tip17       | —           | 19           | 5            |                                              |
| 10 racks (met Murda, remix met Fatah)                           | 8 september 2023  | Highest                                                   | —          | —          | —           | —           | 81           | 1            |                                              |
| Hide 'n seek (met Kevin)                                        | 17 september 2021 | Grote versnelling (van Kevin)                             | —          | —          | —           | —           | 18           | 4            |                                              |
| Afterparty (met Jonna Fraser en Dopebwoy)                       | 17 september 2021 | Championships                                             | —          | —          | —           | —           | 40           | 4            |                                              |
| Hier ver vandaan (met Cor en Reverse)                           | 8 oktober 2021    | Beloofd (van Cor en Reverse)                              | —          | —          | —           | —           | 67           | 1            |                                              |
| Laat het niet lijken (met JoeyAK)                               | 15 oktober 2021   | —                                                         | —          | —          | —           | —           | 36           | 3            |                                              |
| Bottega mami (met Jonna Fraser)                                 | 29 oktober 2021   | Championships                                             | —          | —          | —           | —           | 50           | 2            |                                              |
| Spooky love                                                     | 29 oktober 2021   | Championships                                             | —          | —          | —           | —           | 58           | 1            |                                              |
| Body count (met Jonna Fraser en Emms)                           | 29 oktober 2021   | Championships                                             | —          | —          | —           | —           | 68           | 1            | Goud in Nederland                            |
| Multi multi (met $hirak en Mula B)                              | 4 november 2021   | Talou (van $hirak)                                        | —          | —          | —           | —           | 43           | 3            |                                              |
| Streken van een duivel (met Bilal Wahib)                        | 19 november 2021  | El mehdi (van Bilal Wahib)                                | —          | —          | 22          | 6           | 2            | 18           | Goud in Nederland                            |
| Betalen voor dit (met Rotjoch, Idaly, Kevin en Dopebwoy)        | 4 maart 2022      | Float (van Rotjoch)                                       | —          | —          | —           | —           | 44           | 2            |                                              |
| Waistline                                                       | 1 april 2022      | —                                                         | —          | —          | —           | —           | 28           | 5            |                                              |
| Bigger than life (met Headie One)                               | 2 juli 2022       | No Borders: European Compilation Project (van Headie One) | —          | —          | —           | —           | 86           | 1            |                                              |
| El Clásico (met Lijpe)                                          | 8 juli 2022       | Lijpe (van Lijpe)                                         | —          | —          | tip7        | —           | 5            | 7            | Goud in Nederland                            |
| Birkin bag (met JoeyAK)                                         | 22 juli 2022      | Most hated (van JoeyAK)                                   | —          | —          | —           | —           | 26           | 2            |                                              |
| Gebruik me (met Zoë Tauran)                                     | 5 augustus 2022   | Zoë Tauran (van Zoë Tauran)                               | —          | —          | 27          | 4           | 2            | 16           | Goud in Nederland                            |
| OK (met Culture Jam en Bramsito)                                | 12 augustus 2022  | —                                                         | —          | —          | —           | —           | 93           | 1            |                                              |
| Broski's (met Mula B)                                           | 10 maart 2023     | —                                                         | —          | —          | tip1        | —           | 12           | 18           | Goud in Nederland                            |
| Roddels (met Antoon)                                            | 23 maart 2023     | Engel (van Antoon)                                        | —          | —          | tip7        | —           | 32           | 4            |                                              |
| Hetzelfde (met Do)                                              | 21 april 2023     | —                                                         | —          | —          | —           | —           | 75           | 1            |                                              |
| Fall in love                                                    | 9 juni 2023       | Summerpack (ep)                                           | —          | —          | —           | —           | 65           | 2            |                                              |
| Dichtbij jou zijn (met Cho)                                     | 27 oktober 2023   | Knock knock 4 (van Cho)                                   | —          | —          | —           | —           | 87           | 1            |                                              |